# Tragic Corner
Tragic Corner är en bergstopp i Antarktis. Den ligger i Västantarktis. Argentina, Chile och Storbritannien gör anspråk på området. Toppen på Tragic Corner är 750 meter över havet.
Terrängen runt Tragic Corner är varierad. Trakten är glest befolkad. Närmaste befolkade plats är San Martín Station, 19,4 kilometer sydväst om Tragic Corner. 